# Святий Григорій I (Мікеланджело)
«Святи́й Григо́рій І» (італ. San Gregorio) — одна із чотирьох мармурових статуй, створених італійським скульптором і художником Мікеланджело Буонарроті бл. 1501 —1504 рр., для вівтаря Пікколоміні Сієнського собору[а].

## Історія створення

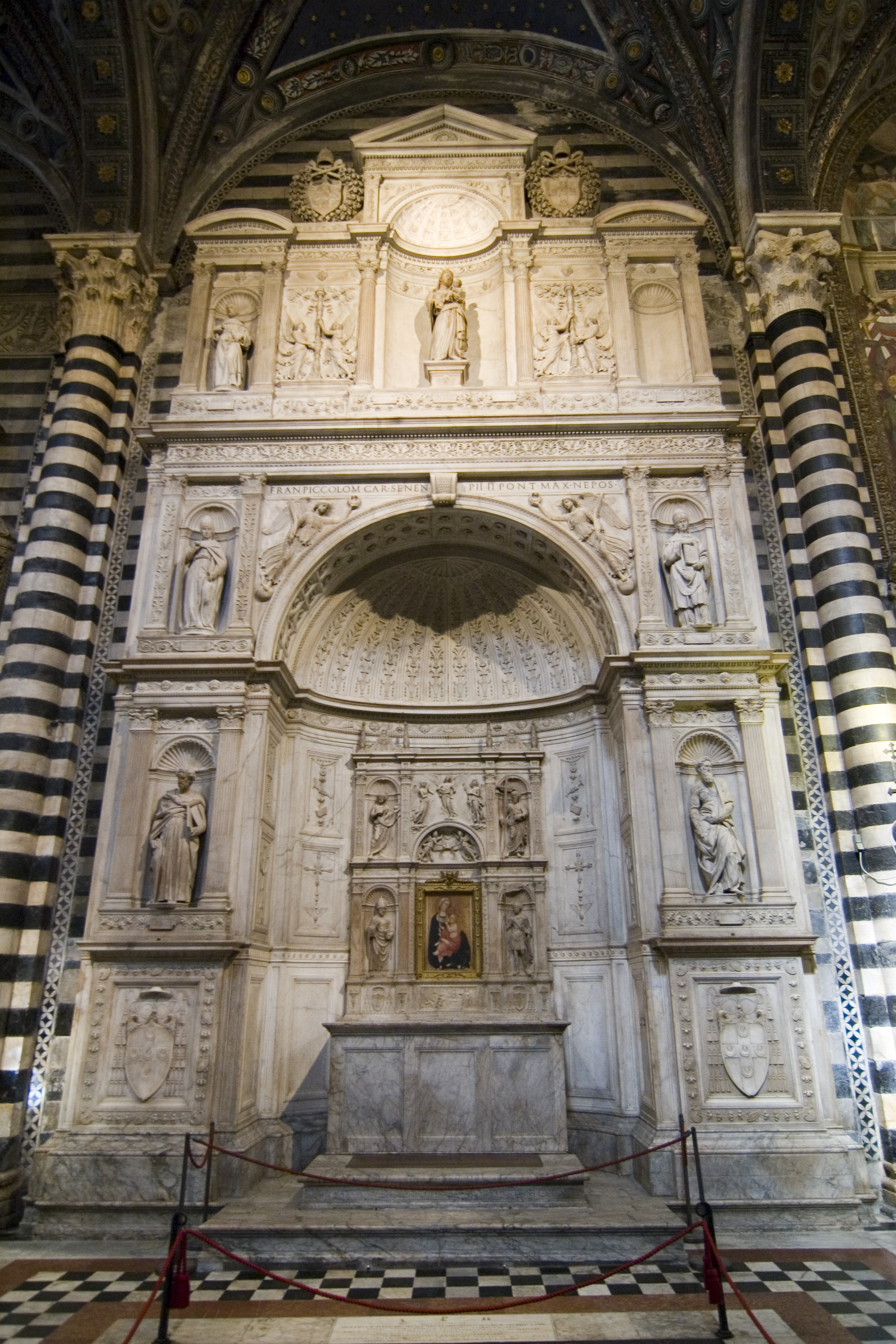
Вівтар Пікколоміні (Сієна)

Скульптура «Святий Григорій I» призначалася для капели Пікколоміні у Сієнському собору. Мікеланджело підписав договір на п'ятнадцять статуй для вівтаря, які мали бути зроблені до 1504 року. Але тільки чотири статуї було виконано («Святий Павло», «Святий Петро», «Святий Григорій І» та «Святий Пій І»).
Ні Вазарі, ні Кондіві не згадують про ці роботи Мікеланджело. Лоуренс Дженкенс, професор Орлеанського університету, вважає, що Мікеланджело сам міг ставитися до цих робіт як результатів юності та поспіху. За Сімондзом, істориком культури, Мікеланджело можливо доробив статую «Святий Франциск» за П'єтро Торріджано, скільки ж його власного внеску було в інші 14 скульптур — складно сказати. Сімондз не вважає важливим досліджувати це питання, адже:
|  | (…) стиль робіт звичайний, а масштаб фігур неприємно присадкуватий і приземлений. Видається, що це майже неможливо, щоб ці духовні та нецікаві твори були створені в той самий час, що й Давид, і тією ж рукою Оригінальний текст (англ.) (…) the style of the work is conventional, and the scale of the figures disagreeably squat and dumpy. It seems almost impossible that these ecclesiastical and tame pieces should have been produced at the same time as the David and by the same hand |

## Опис
Статуя зображає святого Григорія I, шістдесят четвертого папу Римського. На голові святого — папська тіара. Він тримає перед собою книгу, а голова злегка нахилена направо, що підсилює відчуття урочистості. Ліва нога трохи виставлена наперед, але цей рух майже повністю ховають важкі складки одягу.
Скульптура розташована на верхньому ярусі вівтаря, справа, над «Святим Павлом».

## Виноски
1. ↑  Эрпель, 1990, с. 13.
2. ↑  Lawrence Jenkens (англ.) . www.finearts.uno.edu. Архів оригіналу за 6 жовтня 2012. Процитовано 28 червня 2012. [Архівовано 2010-06-09 у Wayback Machine.]
3. 1 2  A. Lawrence Jenkens. Michelangelo, the Piccolomini and Cardinal Francesco's chapel in Siena Cathedral // The Burlington Magazine. — 2002. — Т. 144, вип. 1197 (грудень). — С. 752. (англ.)
4. 1 2  Symonds, vol.1, 1925, с. 88.
5. ↑  Hibbard, 1974, с. 50.

## Для подальшого читання
(праці наведено хронологічно)
- Friedrich Kriegbaum. Michelangelos Statuen am Piccolomini-Altar im Dom zu Siena // Jahrbuch der Preussischen Kunstsammlungen. — 1942. — Вип. 63. — С. 57 —78. (нім.)
- Wilhelm R. Valentiner. Michelangelo's Piccolomini Statuettes and the Madonna in  Bruges [1942] // Wilhelm R. Valentiner. Studies of Italian Renaissance Sculpture. — London, 1950. — С. 193 —223. (англ.)
- Enzo Carli. Michelangelo e Siena. — Roma : Editalia, 1964. — 97 с. (італ.)
- Harold R. Mancusi-Ungaro. Michelangelo: the Bruges Madonna and the Piccolomini altar. — London : New Haven and London, 1971. — 188 с. (англ.)